# 邻苯二甲酸酐
邻苯二甲酸酐，简称苯酐，是邻苯二甲酸分子内脱水形成的环状酸酐。苯酐为白色固体，分子式C6H4(CO)2O，是化工中的重要原料，尤其用于增塑剂的制造。

## 反应
同其他酸酐类似，邻苯二甲酸酐也可以进行羧酸衍生物的相关反应，如酰基碳上的亲核取代反应（水解，醇解，氨(胺)解），与有机金属化合物的反应，还原反应等等。

## 制取
目前在工业生产中有两种苯酐原料路线，即邻二甲苯法（简称邻法）和萘法。

## 用途
苯酐是最重要的有机化工原料之一，其主要衍生物有邻苯二甲酸二丁酯、二辛酯和二异丁酯等，用作PVC等的增塑剂（容易加工及变软）；还可用于生产不饱和聚酯树脂、醇酸树脂、染料及颜料、多种油漆、食品添加剂、医药中的缓泻剂酚酞、农药中的亚胺硫磷、灭草松以及糖精钠等。